# 新居浜市立中萩小学校
新居浜市立中萩小学校（にいはましりつなかはぎしょうがっこう）（英: Niihama Municipal Nakahagi Elementary School）は、愛媛県新居浜市中萩にある公立小学校。

## 概要
新居浜市の公立小学校。新居浜市内の小学校としてトップの児童数であり、ピーク時には児童数が1800人を超える、いわゆるマンモス校だった。

## 沿革
この節、特に断りがない限り出典: 
- 1893年 - 中萩尋常小学校として開校される。
- 1907年 - 大永分校が開校される[4]。
- 1912年 - 高等科を併設し、中萩尋常高等小学校に改称される。
- 1942年 - 中萩国民学校に改称される。
- 1947年 - 高等科が廃止され、中萩小学校に改称される。
- 1955年 - 新居郡中萩町の新居浜市への合併により新居浜市立中萩小学校に改称される。
- 1993年 - 開校100年を迎える。翌年の1994年、記念式典が行われる。
- 2014年 - 児童数が1000人を切る。

## 通学区域が隣接している学校
- 新居浜市立角野小学校
- 新居浜市立泉川小学校
- 新居浜市立金栄小学校
- 新居浜市立惣開小学校
- 新居浜市立大生院小学校
- 西条市立大町小学校